# Elín Metta Jensen
Elín Metta Jensen (Reykjavik, 1 maart 1995) is een voetbalspeelster uit IJsland. Ze speelt als aanvaller voor Þróttur Reykjavik in de Úrvalsdeild. 

## Clubcarrière
Jensen begon haar carrière bij Valur op 15-jarige leeftijd in 2010. In dit jaar maakte ze ook in juli haar debuut in de Úrvalsdeild in een wedstrijd tegen Haukar Hafnarfjörður. In deze 7-2 overwinning scoorde Jensen ook gelijk haar eerste doelpunt.
In 2013 maakte Jensen 18 doelpunten in 18 wedstrijden waarmee ze de Gouden Schoen van IJsland won. In 2019 had Jensen haar meest succesvolle seizoen bij Valur waarin ze 16 doelpunten maakte en 10 assists gaf. Daarmee had ze een grote bijdrage aan het landskampioenschap van Valur. Dit leverde Jensen ook een persoonlijke prijs op door verkozen te worden tot Úrvalsdeild speler van het seizoen. Jensen tekende in 2020 een nieuw driejarig contract bij Valur dat ze uitdiende. Jensen kwam uiteindelijk in twaalf jaar tot 132 doelpunten in 183 doelpunten voor Valur.
Op 2 oktober 2022 maakte Jensen bekend te gaan stoppen met voetballen. In 2023 kwam ze echter terug op die beslissing. Ze tekende een driejarig contract bij Þróttur Reykjavik. Voor deze club maakte Jensen haar debuut op 27 augustus 2023 met een 4-2 overwinning op Breidablik. In deze wedstrijd maakte Jensen ook gelijk haar eerste doelpunt voor Þróttur.

## Statistieken
| Seizoen | Club              | Land    | Competitie  | Wedstrijden | Doelpunten |
| ------- | ----------------- | ------- | ----------- | ----------- | ---------- |
| 2010    | Valur Reykjavik   | IJsland | Úrvalsdeild | 2           | 1          |
| 2011    | Valur Reykjavik   | IJsland | Úrvalsdeild | 6           | 1          |
| 2012    | Valur Reykjavik   | IJsland | Úrvalsdeild | 18          | 18         |
| 2013    | Valur Reykjavik   | IJsland | Úrvalsdeild | 17          | 17         |
| 2014    | Valur Reykjavik   | IJsland | Úrvalsdeild | 18          | 8          |
| 2015    | Valur Reykjavik   | IJsland | Úrvalsdeild | 12          | 9          |
| 2016    | Valur Reykjavik   | IJsland | Úrvalsdeild | 10          | 3          |
| 2017    | Valur Reykjavik   | IJsland | Úrvalsdeild | 17          | 16         |
| 2018    | Valur Reykjavik   | IJsland | Úrvalsdeild | 17          | 12         |
| 2019    | Valur Reykjavik   | IJsland | Úrvalsdeild | 18          | 16         |
| 2020    | Valur Reykjavik   | IJsland | Úrvalsdeild | 16          | 13         |
| 2021    | Valur Reykjavik   | IJsland | Úrvalsdeild | 16          | 11         |
| 2022    | Valur Reykjavik   | IJsland | Úrvalsdeild | 16          | 7          |
| 2023    | Þróttur Reykjavik | IJsland | Úrvalsdeild | 6           | 2          |
| 2024    | Þróttur Reykjavik | IJsland | Úrvalsdeild | 0           | 0          |
| 2025    | Þróttur Reykjavik | IJsland | Úrvalsdeild | 0           | 0          |
| Totaal  | Totaal            | Totaal  | Totaal      | 189         | 134        |

Laatste update: 4 april 2025

## Interlandcarrière
Jensen maakte haar debuut voor het IJslandse nationale team door in te vallen voor Margrét Viðarsdóttir op 16 juni 2012 in een 3-0 overwinning op Hongarije. Jensen was maar 17 jaar oud toen ze haar debuut maakte. Jensens eerste twee interlanddoelpunten volgden op 9 juni 2014 in een 5-0 overwinning op Malta. Haar eerste eindtoernooi was het EK 2013. Jensen speelde in de EK 2019 kwalificatiereeks een historische wedstrijd waarin mede door een doelpunt en twee assists op Dagný Brynjarsdóttir van Jensen Duitsland met 3-2 werd verslagen op 20 oktober 2017.
In 2017 werd Jensen opgeroepen voor het EK 2017. Hierin werd IJsland uitgeschakeld in de groepsfase met nul punten. Jensen kwam alleen in het eerste groepsduel tegen Frankrijk in actie. 
Jensen werd de IJslandse topscoorster in de kwalificatiereeks voor het EK 2022 kwalificatiereeks. Ze werd opgenomen in de selectie voor dit EK 2022. Op dit toernooi speelde IJsland alle wedstrijden gelijk, wat uitschakeling in de groepsfase betekende. Jensen kwam weer maar één wedstrijd in actie en dit was opnieuw tegen Frankrijk. Door een late penalty van Dagný Brynjarsdóttir wist IJsland de Fransen op een gelijkspel te houden.
Op 6 september 2022 was IJsland heel dicht bij deelname aan haar eerste WK. Met Jensen als invalster, had IJsland aan een gelijkspel tegen Nederland genoeg om zich te plaatsen, maar door een laat doelpunt van Esmee Brugts viel de IJslandse droom in duigen. IJsland plaatste zich nog wel voor de play-offs, maar daarin was Portugal met 4-1 na extra tijd te sterk. Dit deed het zonder Jensen die besloot te stoppen als IJslands international na de verloren wedstrijd tegen Nederland.